# Военная медаль (Австро-Венгрия)
Военная медаль (нем. Kriegsmedaille) — военная награда Австро-Венгрии.  Медаль была учреждена 2 декабря 1873 года императором Францем Иосифом I в ознаменование 25-летия его правления. Медалью могли быть награждены все военнослужащие Австро-Венгрии, которые участвовали в одной или нескольких военных кампаниях в 1848, 1849, 1859, 1864, 1866, 1869, 1878, 1882 годах, а также в военных операциях в ходе китайского Боксёрского восстания 1900–1901 годов.  

## Описание
Военная медаль изготавливалась из бронзы и имела форму правильного круга.
На лицевой стороне медали изображен профиль императора Франца Иосифа I, повёрнутый вправо. Вокруг изображения располагается надпись «FRANZ JOSEPH I. KAISER V. ÖSTERREICH, KÖNIG V. BÖHMEN ETC. APOST. KÖNIG V. UNGARN» («ФРАНЦ ИОСИФ I. ИМПЕРАТОР АВСТРИИ, КОРОЛЬ БОГЕМИИ И ПРОЧ. АПОСТОЛИЧЕСКИЙ КОРОЛЬ ВЕНГРИИ»).
На оборотной стороне изображён венок из лавровой (слева) и дубовой (справа) ветвей, открытый сверху, внутри которого заключена трехчастная надпись «2. DECEMBER 1873» («2 ДЕКАБРЯ 1873»).
Награду носили на треугольной ленте на левой стороне груди. Лента - желто-черная в горизонтальную полоску, окаймленная с каждой стороны черной и желтой боковыми полосами.
В период Первой мировой войны медаль не вручалась.

## Изображения

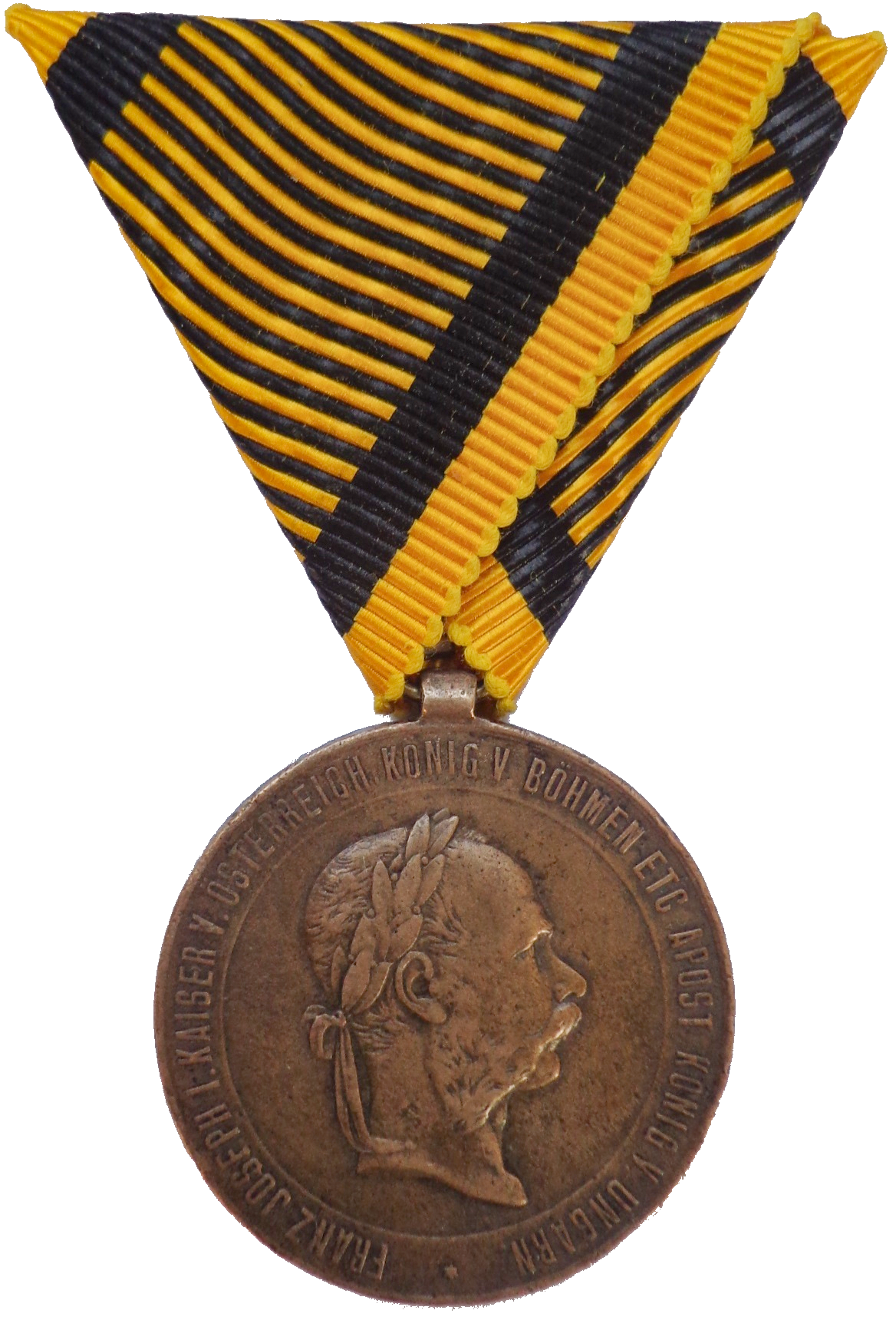
Военная медаль (аверс)
Военная медаль (реверс)
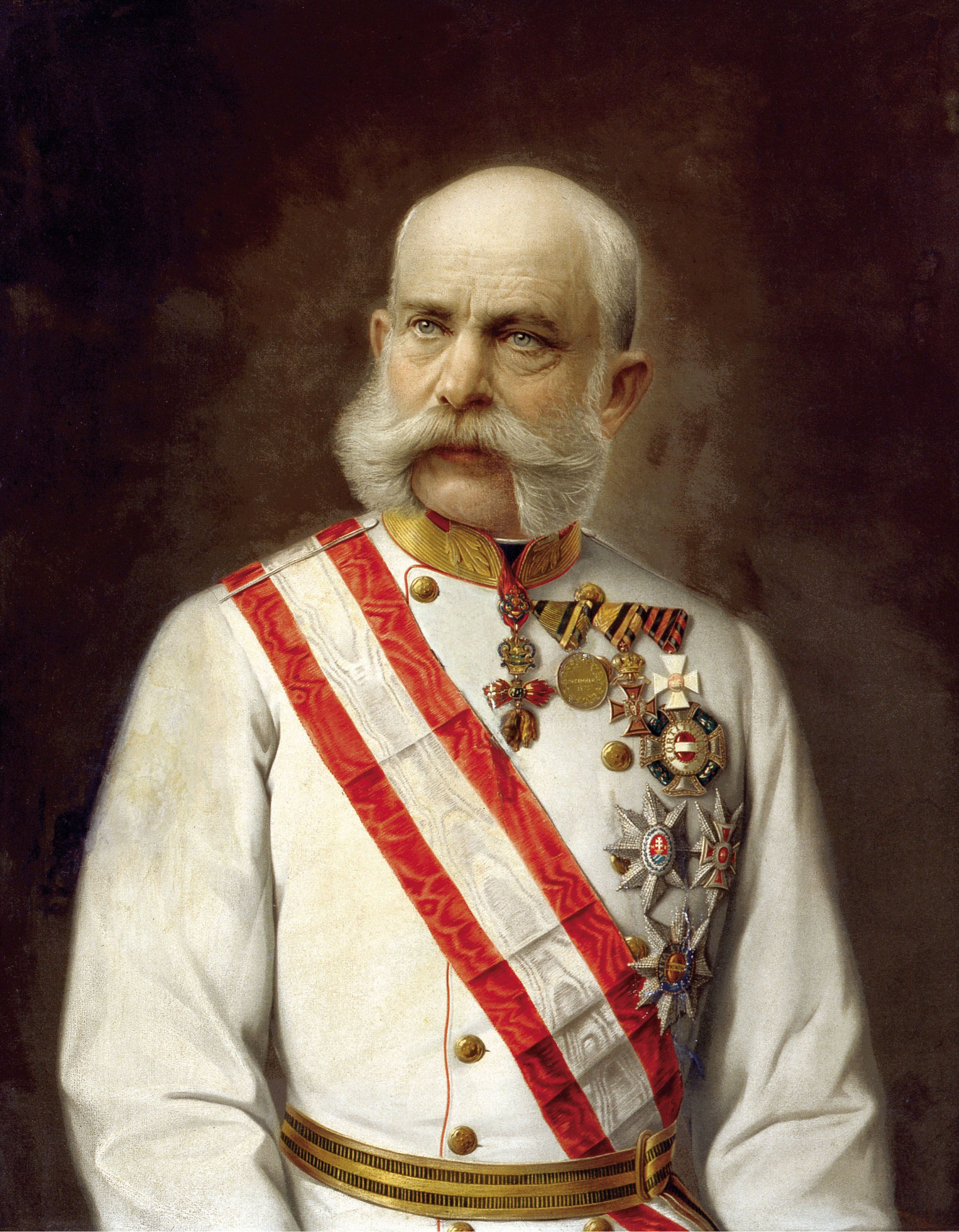
Портрет императора Франца Иосифа I с военной медалью, около 1910 г.